# 加拿大內閣
加拿大内閣（英語：Cabinet of Canada）是屬於國家行政機關的委員會，成員由作為主席的加拿大總理提名，總督委任。內閣的責任為向總理及總督提供有關國家不同事務的意見，以及作為政府和該部門的中間人。雖然總理有權提名任何人（包括在野政黨及國會以外人士）成為內閣成員，他們通常都會來自與總理同一個政黨的下議院議員，令內閣更有問責性。雖然如此，內閣通常都會包括「上議院執政黨首席議員」一職來協調上下兩院的議程。另外，如果執政黨在大城市或重要地區沒有議席，總理可能會提名來自該地方的上議員為內閣成員來提高內閣的全國代表性。
作為內閣的主席，總理可以於任何時間要求總督解散現任內閣及組成新的內閣。一般來說，於新總理上任或聯邦大選後，內閣通常都會重組。內閣的大小完全為總理的決定，所以每任內閣的大小都會不同。總理組成內閣時都需要考慮不同的因素，包括當選人的才能、性別、種族，以及全國代表性等等。
嚴格來說，內閣是樞密院的一個委員會，因此所有內閣大臣在上任時必然獲任命樞密院顧問官。由於樞密院顧問官是終身任命（一旦君主駕崩，樞密院將自動解散，所有成員的會籍亦會因此告終。但按慣例，繼位的君主會重新任命他們，所以樞密院的會籍實際上是終身制），所有內閣大臣卸任後仍可享用「閣下」的稱呼。
雖然內閣一般會以總理的名稱命名，但是從1867年立國後，所有的內閣正式上都會以數字而名。
各在野黨都會組成「影子內閣」，當中包括黨領袖、下議院首席議員及各內閣部門的「評論員」。影子內閣的職責為監察政府，令內閣向下議院問責。

## 現屆內閣

### 2025年3至5月
| 肖像               | 部长                   | 職務                             | 任期           |
| ------------------ | ---------------------- | -------------------------------- | -------------- |
|                    | 馬克·卡尼              | 总理                             | 2025年3月14日— |
|                    | 多米尼克·勒布朗        | 国际贸易和政府间事务部长         | 2025年3月14日— |
| 加拿大枢密院主席   | 多米尼克·勒布朗        | 2025年3月14日—                   |                |
|                    | 商鹏飞                 | 财政部长                         | 2025年3月14日— |
|                    | 赵美兰                 | 外交和国际发展部长               | 2025年3月14日— |
|                    | 安妮塔·阿南德          | 创新、科学及工业部长             | 2025年3月14日— |
|                    | 比尔·布莱尔            | 国防部长                         | 2025年3月14日— |
|                    | 帕蒂·哈伊杜            | 原住民服务部长                   | 2025年3月14日— |
|                    | 乔纳森·威尔金森        | 能源和自然资源部长               | 2025年3月14日— |
|                    | 吉妮特·派蒂巴斯·泰勒   | 国库委员会主席                   | 2025年3月14日— |
|                    | 史蒂文·吉尔博          | 文化遗产部长和魁北克副官         | 2025年3月14日— |
|                    | 方慧兰                 | 交通运输和国内贸易部长           | 2025年3月14日— |
|                    | 卡迈勒·凯拉            | 卫生部长                         | 2025年3月14日— |
|                    | 加里·阿南达桑加里      | 皇家原住民关系及北方事务部长     | 2025年3月14日— |
| 司法部长兼总检察长 | 加里·阿南达桑加里      | 2025年3月14日—                   |                |
|                    | 雷奇耶·巴尔德斯        | 首席政府党鞭                     | 2025年3月14日— |
|                    | 史蒂文·麦金农          | 就业和家庭部长                   | 2025年3月14日— |
|                    | 大衛·麥堅蒂            | 公共安全和应急准备部长           | 2025年3月14日— |
|                    | 特里·杜吉德            | 环境与气候变化部长               | 2025年3月14日— |
|                    | 纳撒尼尔·厄斯金-史密斯 | 住房、基础设施和社区部长         | 2025年3月14日— |
|                    | 蕾切尔·本达扬          | 移民、难民和公民事务部长         | 2025年3月14日— |
|                    | 伊丽莎白·波里也        | 退伍军人事务部长                 | 2025年3月14日— |
| 加拿大税务局部长   | 伊丽莎白·波里也        | 2025年3月14日—                   |                |
|                    | 乔安妮·汤普森          | 渔业、海洋和海岸警卫队部长       | 2025年3月14日— |
|                    | 阿里尔·卡亚巴加        | 下议院执政党首席议员             | 2025年3月14日— |
| 民主制度部长       | 阿里尔·卡亚巴加        | 2025年3月14日—                   |                |
|                    | 科迪·布洛伊斯          | 农业、农业食品和农村经济发展部长 | 2025年3月14日— |
|                    | 阿里·埃萨西            | 政府转型、公共服务和采购部长     | 2025年3月14日— |